# Mette Reissmann
Mette Reissmann (født 4. oktober 1963 i Esbjerg) er en dansk erhvervsjurist, tv-vært og politiker, der fra 2011 til 2019 og igen fra 2022 er medlem af Folketinget, valgt for Socialdemokratiet. I perioderne 2010-2011 og 2021-2022 var hun desuden medlem af Københavns Borgerrepræsentation.

## Baggrund
Reissmann blev samfundssproglig student student fra Esbjerg Statsskole i 1982 og cand.merc.jur. i afsætningsøkonomi, EU-ret og komparativ kontraktret fra Handelshøjskolen i København i 1989. Hun har bl.a. arbejdet som økonomisk konsulent og fuldmægtig i Hafnia (1989-1992), som juridisk konsulent ved Lokale Pengeinstitutter 1992-1995 og som jurist ved Forbrugerrådet fra 1995 til 2000. I 2001 blev hun chefkonsulent i Forbrugerstyrelsen, og i 2004 direktør for Forbruger Europa. Hun blev juridisk direktør hos GE Money Bank i 2005, hvor hun arbejdede frem til 2007. Hun har derudover været ekstern lektor i jura på Copenhagen Business School i perioden fra 1992 til 2011.
Mette Reismann har tidligere været medlem af Realkreditankenævnet, Patientskadeankenævnet, Forbrugerklagenævnet og Pengeinstitutankenævnet. Hun er desuden været klummeskribent i Penge & Privatøkonomi. Hun har siden 2010 været medlem af Trygfondens Repræsentantskab.
Hun er endvidere kendt som vært på TV3-programmet Luksusfælden siden 2007.

## Politisk karriere
Både ved Folketingsvalget i 2005 og 2007 blev Reissmann 2. stedfortræder i henholdsvis Vestre Storkreds og Københavns Storkreds.
Ved valget til Københavns Borgerrepræsentation i november 2009 blev hun valgt ind med 872 personlige stemmer. Hun var den socialdemokratiske politiker med 7. flest personlige stemmer. Hun blev samtidig udvalgt som ny politisk ordfører for Socialdemokratiet i København.
Hun blev ved Folketingsvalget i 2011 valgt ind for første gang med 3.154 personlige stemmer. Hun blev genvalgt ved valget i 2015 med 2.962, men røg ud ved valget i 2019. Hun blev genvalgt ved valget i 2022.
Ved kommunalvalget 2021 blev hun igen valgt til Københavns Borgerrepræsentation. Hun trak sig fra pladsen i Borgerrepræsentionen da hun blev valgt til Folketinget i 2022.